# Ronald Jensen
Pour les articles homonymes, voir Jensen.
Ronald Björn Jensen (né le 1er avril 1936) est un mathématicien américain actif en Europe, principalement connu pour son travail en logique mathématique et en théorie des ensembles.

## Carrière
Jensen obtient son BA en économie à l'American University en 1959, et un Ph. D. en mathématiques à l'université de Bonn en 1964. Son directeur de thèse était Gisbert Hasenjaeger. Jensen enseigne à l'université Rockefeller, de 1969 à 71, et l'Université de Californie à Berkeley, de 1971 à 73. Le reste de sa carrière universitaire est passé en Europe, à l'université de Bonn, l'université d'Oslo, l'Université de Fribourg-en-Brisgau, l'université d'Oxford, et l'université Humboldt de Berlin, jusqu'à prendre sa retraite en 2001. Il réside actuellement à Berlin.

## Prix et distinctions
En 1990, il est Gödel Lecturer, avec une conférence intitulée Inner Models and Large Cardinals.
En 2001 il est conférencier Tarski. En 2003, il reçoit le Prix Leroy P. Steele pour une « contribution majeure dans la recherche ».
En 2015, la Société européenne de théorie des ensembles lui a décerné conjointement avec John R. Steel la médaille Hausdorff pour leur article « K without the measurable ».

## Travaux
Les résultats les plus connus de Jensen sont les suivants :
- Axiomatique NFU de la théorie des ensembles, une variante des New Foundations (NF) où l'extensionnalité est affaiblie afin de permettre plusieurs ensembles sans élément, et la preuve de la cohérence de la SNC par rapport aux Axiomes de Peano ;
- La théorie de la structure fine de l'univers constructible L. Ce travail lui permet de recevoir en 2003, le Prix Leroy P. Steele de l'American Mathematical Society pour son article de 1972 intitulé « The fine structure of the constructible hierarchy » ;
- Les définitions et les preuves de divers principes en théorie combinatoire des ensembles (en) dans L, dont ceux du diamant (en) {\displaystyle \diamondsuit }, du carré (en), et du marais (en) ;
- le théorème de Jensen (en) pour L ;
- Théorie générale des modèles de base (en) et la construction du modèle de base Dodd–Jensen ;
- La cohérence de CH plus Problème de Souslin[Quoi ?] ;
- La technique de codage de l'univers par un réel ;
- En collaboration avec Carol Karp, il définit les primitive recursive set function (en)[5].

## Publications
- Ronald Jensen, 1969, « On the Consistency of a Slight(?) Modification of Quine's NF », Synthese 19: 250-63. With discussion by Quine.
- Modelle der Mengenlehre. Widerspruchsfreiheit und Unabhängigkeit der Kontinuumshypothese und des Auswahlaxioms. (Lecture Notes in Mathematics; vol 37). Springer, Berlin 1967.
- avec Aaron Beller et Philip Welch : Coding the Universe. Cambridge University Press, Cambridge 1982,  (ISBN 0-521-28040-0).
- avec Anthony J. Dodd: The core model, Annals of Mathematical Logic, vol 20, 1981, pp 43-75.
- avec Anthony J. Dodd: The covering lemma for K, Annals of Mathematical Logic, vol 22, 1982, pp 1-30.
- avec John R. Steel: K without the measurable, The Journal of Symbolic Logic, vol 78, Issue 3, 2013, pp 708-734.